# نخست‌وزیر پاپوآ گینه نو
نخست‌وزیر پاپوآ گینه نو (انگلیسی: Prime Minister of Papua New Guinea) ریاست دولت را برعهده دارد یا رهبر حزب حاکم است یا با حمایت ائتلافی از اکثریت مجلس ملی پاپوآ گینه نو انتخاب می‌شود.

## بحران قانون‌اساسی ۲۰۱۱–۲۰۱۲
در بحرانی که بر سر قانون‌اساسی در ۲۰۱۱–۲۰۱۲ بین پیتر اونیل نخست‌وزیر پیشین از حزب کنگره ملی خلق و مایکل سوماره از حزب اتحاد ملی رخ داد در نهایت منجر به قدرت رسیدن پیتر اونیل سیاستمدار و نخست‌وزیر پاپوآ گینه نو شد. او که رهبر کنگره ملی خلق است در تاریخ ۳ اوت ۲۰۱۲ به عنوان نهمین نخست‌وزیر پاپوآ گینه نو سوگند یاد کرد.

## فهرست نخست وزیران پاپوآ گینه نو (۱۹۷۵–اکنون)
| شماره | نام (تولد–مرگ)              | دوره                             | دوره                                               | وابستگی سیاسی     | وابستگی سیاسی |
| شماره | نام (تولد–مرگ)              | به صدارت رسید                    | ترک دولت                                           | وابستگی سیاسی     | وابستگی سیاسی |
| ----- | --------------------------- | -------------------------------- | -------------------------------------------------- | ----------------- | ------------- |
| ۱     | مایکل سوماره (۱۹۳۶–۲۰۲۱)    | ۱۶سپتامبر۱۹۷۵                    | ۱۱ مارس ۱۹۸۰                                       | حزب پانگو         |               |
| ۲     | سر جولیوس چان (۱۹۳۹–۲۰۲۵)   | ۱۱ مارس ۱۹۸۰                     | ۲ اوت ۱۹۸۲                                         | حزب پیشرو خلق     |               |
| (۱)   | مایکل سوماره (۱۹۳۶–۲۰۲۱)    | ۲ اوت۱۹۸۲                        | ۲۱ نوامبر۱۹۸۵                                      | حزب پانگو         |               |
| ۳     | پایاس وینگتی (۱۹۵۱–)        | ۲۱ نوامبر۱۹۸۵                    | ۴ ژوئیه۱۹۸۸                                        | جنبش پیشرو خلق    |               |
| ۴     | سر رابی نامالیو (۱۹۴۷–)     | ۴ ژوئیه۱۹۸۸                      | ۱۷ ژوئیه۱۹۹۲                                       | حزب پانگو         |               |
| (۳)   | پایاس وینگتی (۱۹۵۱–)        | ۱۷ ژوئیه۱۹۹۲                     | ۳۰ اوت۱۹۹۴                                         | جنبش پیشرو خلق    |               |
| (۲)   | سر جولیوس چان (۱۹۳۹–۲۰۲۵)   | ۳۰ اوت۱۹۹۴                       | ۲۷ مارس۱۹۹۷                                        | حزب پیشرو خلق     |               |
| ۵     | جان گینو (۱۹۴۹–۲۰۱۷)        | ۲۷ مارس۱۹۹۷                      | ۲ ژوئن۱۹۹۷                                         | حزب پیشرو خلق     |               |
| (۲)   | سر جولیوس چان (۱۹۳۹–۲۰۲۵)   | ۲ ژوئن۱۹۹۷                       | ۲۲ ژوئیه۱۹۹۷                                       | حزب پیشرو خلق     |               |
| ۶     | بیل اسکیت (۱۹۵۳–۲۰۰۶)       | ۲۲ ژوئیه۱۹۹۷                     | ۱۴ ژوئیه۱۹۹۹                                       | حزب کنگره ملی خلق |               |
| ۷     | سر مکره موراتا (۱۹۴۶–)      | ۱۴ ژوئیه۱۹۹۹                     | ۵ اوت۲۰۰۲                                          | جنبش پیشرو خلق    |               |
| (۱)   | سر مایکل سوماره (۱۹۳۶–۲۰۲۱) | ۵ اوت۲۰۰۲                        | ۲ اوت۲۰۱۱ Disputed from ۱۴ دسامبر۲۰۱۱ to ۳ اوت۲۰۱۲ | حزب اتحاد ملی     |               |
| ۸     | سام آبل (۱۹۵۸–)             | ۱۳ دسامبر۲۰۱۰                    | ۱۷ ژانویه۲۰۱۱                                      | حزب اتحاد ملی     |               |
| ۸     | سام آبل (۱۹۵۸–)             | ۴ آوریل۲۰۱۱                      | ۲ اوت۲۰۱۱                                          | حزب اتحاد ملی     |               |
| ۹     | پیتر اونیل (۱۹۶۵–)          | ۲ اوت۲۰۱۱ سه مورد مناقشه اوت۲۰۱۲ | ۲۹ مه ۲۰۱۹                                         | حزب کنگره ملی خلق |               |
| ۱۰    | جیمز ماراپه (۱۹۷۱–)         | ۳۰ مه ۲۰۱۹                       | در قدرت                                            | حزب پانگو         |               |